# Miche-Guerciotti
Miche-Guerciotti (Kod UCI: MIE) – włoska zawodowa grupa kolarska (w sezonie 2005 bułgarska, w 2007 polska, 2008–2009 sanmaryńska). Grupa zyskała popularność w Polsce przez to, że w roku 2005 po raz pierwszy przyjęła zaproszenie Czesława Langa i wystąpiła w Tour de Pologne 2005 oraz 2006. W sezonie 2007 grupa spadła do UCI Continental Teams (dawnej III dywizji), w latach poprzednich była w UCI Professional Continental Teams (odpowiednik II dywizji).

## Nazwa grupy w poszczególnych latach
| lata      | nazwa                           |
| --------- | ------------------------------- |
| 2003–2007 | Miche                           |
| 2008      | Miche-Silver Cross              |
| 2009      | Miche-Silver Cross-Selle Italia |
| 2010      | Miche                           |
| 2011–2012 | Miche-Guerciotti                |

## Skład 2011
- William Aranzazo ( Kolumbia)
- Roberto Cesaro ( Włochy)
- Giuseppe Di Salvo ( Włochy)
- Cristiano Fumagalli ( Włochy)
- Michele Gaia ( Włochy)
- Sławomir Kohut ( Polska)
- Pedro Merino ( Hiszpania)
- Leonardo Pinizzotto ( Włochy)
- Gianluca Randazzo ( Włochy)
- Davide Rebellin ( Włochy)
- Leopoldo Rocchetti ( Włochy)
- Wołodymyr Zahorodny ( Ukraina)
- Stefan Schumacher ( Niemcy)
- Krzysztof Szczawiński ( Polska)
- Constantino Zaballa ( Hiszpania)